# Barbara Lejczak
Barbara Lejczak (ur. 1949) – polska biolog. Absolwentka Uniwersytetu Wrocławskiego. Od 1998 profesor na Wydziale Chemicznym Politechniki Wrocławskiej.